# Station West Kirby
West Kirby is een spoorwegstation van National Rail in West Kirby, Wirral in Engeland. Het station is eigendom van Network Rail en wordt beheerd door Merseyrail. 